# べじたぼー日記
『べじたぼー日記』（べじたぼーにっき）は、かつて青森テレビ（ATV）で放送されていたテレビ番組である。

## 概要
本番組は、2007年から『おしゃべりハウス』の1コーナーとして放送されていたが、『いいでば!英語塾』の終了に伴い、2010年4月よりミニ番組としてレギュラー化された。また、実際の放送では、『べじたぼー日記2010』のように番組タイトルの末尾に西暦が付されている。2017年3月25日を最後に放送を終了した。

## 内容
青森市内のとある農園での畑作りから収穫までの様子が放送される。
冬期間は、収穫した農作物を使って、鍋物を作ってコンテストを行ったり、農作物の収穫が出来ないので、園芸に関する筆記テストを行い、答え合わせを行いそれを放送している。
2014年5月10日放送分からは、園芸指導を青森市の「渋谷種苗店社員の澁谷哲平」が行うことになった。

## 出演者
- 池田麻美（ATVアナウンサー、ナレーションも担当、2014年5月10日放送分から）
ほかは、ATVのアナウンサーのほぼ全員が交代で出演する。
- 澁谷哲平（青森市の渋谷種苗店社員、園芸指導を担当、2014年5月10日放送分から）

## 放送時間（2010年4月以降）
- 毎週土曜 12:54 - 13:00（JST）、ただし前に放送する番組によっては、放送時間が遅くなったり、休止することがある。

## 過去の出演者
- 小川功二（現新潟テレビ21アナウンサー、ナレーションを担当）：放送開始 ‐ 2011年3月

## 公式サイト
- 「べじたぼー日記」公式サイト
- 「ベじたぼー日記ロケダイアリー」
- 「有限会社　渋谷種苗店」

| 青森テレビ 土曜12:54 - 13:00枠       | 青森テレビ 土曜12:54 - 13:00枠 | 青森テレビ 土曜12:54 - 13:00枠 |
| 前番組                               | 番組名                         | 次番組                         |
| ------------------------------------ | ------------------------------ | ------------------------------ |
| いいでば!英語塾 （ - 2010年3月27日） | べじたぼー日記                 | -                              |